# 土城區
24°58′20″N 121°26′36″E / 24.972201°N 121.443348°E
土城區位於臺灣新北市西南部，為臺灣新北地方法院所在地。全境面積約為29.5578平方公里，人口約有24萬1千多人，人口密度每平方公里約有8千1百多人。曾為臺北廳枋橋支廳土城區、臺北州海山郡土城、臺北縣海山區土城鄉、臺北縣土城鄉、臺北縣土城市，後改為「土城區」，隸屬新北市:14。
土城區曾為臺北地區重要的煤礦產區，其採煤事業始於清領時期，而在日治時代後隨日本煤價飆漲的影響，加上一戰爆發致使煤礦需求緊迫，促進土城區的煤業隨之蓬勃發展，之後礦區逐漸整併為少數的大型煤礦，成為較具規模的海山煤礦，直至1980年代由於礦災的發生，結束了土城區煤礦開採的事業。而在另一方面，1970年代後隨著土城工業區的開發，加上其後陸續成立的永豐工業區與頂埔科技園區，促使土城區的經濟產業由農業轉為工業，吸引大量外來人口移入，快速都市化，發展至今成為新北市的工業重鎮。

## 歷史
土城區地名源於當地防備的「城牆」（今區公所一帶），清治時期行政劃分隸屬於「淡水廳擺接堡」，日治時期時隷屬「臺北州海山郡土城庄」，當時海山郡尚包括板橋街、三峽街、鶯歌街、中和庄（今之板橋、三峽、鶯歌、樹林、中和、永和）等地。
戰後1946年1月27日，隸屬臺北縣海山區土城鄉。1947年3月，裁撤海山區署，土城鄉改為臺北縣直轄:55。土城鄉在1940至1970年代間，仍是典型農業鄉鎮，自1980年代起隨著工商業的進駐，促使土城鄉成長迅速:2。1993年6月26日，土城鄉人口突破15萬人，改制為縣轄市土城市:78－79，下分37個里:6。之後境內里數歷經兩次變更:6、8，至2001年8月27日起，土城市共轄47個里:79。2010年12月25日，五都改制，臺北縣土城市改制為新北市「土城區」。

## 地理

### 位置
土城區位於新北市西南部，臺北盆地的西南方，大漢溪沖積平原之上。北毗板橋區，西隔大漢溪與樹林區相望，東鄰中和區，東南臨新店區，南接三峽區:16。

### 人口
根據新北市政府民政局統計，2024年底土城區戶數約9.7萬戶，人口約24.1萬人，區內人口最多與最少的里分別是員林里與清化里，2024年底兩里人口分別為9,561人與1,595人。
土城區因與板橋區毗鄰，受到都會中心的外溢效應而人口成長快速，並有多年的平均人口成長率高於5%，其中更有4年的人口增加量多於1萬人。進入21世紀以後，土城區人口成長逐漸趨緩，並多年保持在23至24萬人之間，自2013年起一度逐年下滑，直至2019年有二度回升的趨勢。

## 政治

### 歷任首長
| 屆次 | 姓名   | 上任日期       | 卸任日期      | 備註     |
| ---- | ------ | -------------- | ------------- | -------- |
| 1    | 王澤民 | 2010年12月25日 | 2011年10月2日 |          |
| 2    | 邱武全 | 2011年10月3日  | 2016年1月15日 |          |
| 2    | 李建生 | 2016年1月16日  | 2016年2月1日  | 代理區長 |
| 3    | 楊志宏 | 2016年2月2日   | 2020年6月9日  | [ 15 ]   |
| 4    | 陳國欽 | 2020年6月10日  | 2023年1月31日 |          |
| 5    | 周晉平 | 2023年1月31日  |               | 現任     |

### 區政組織

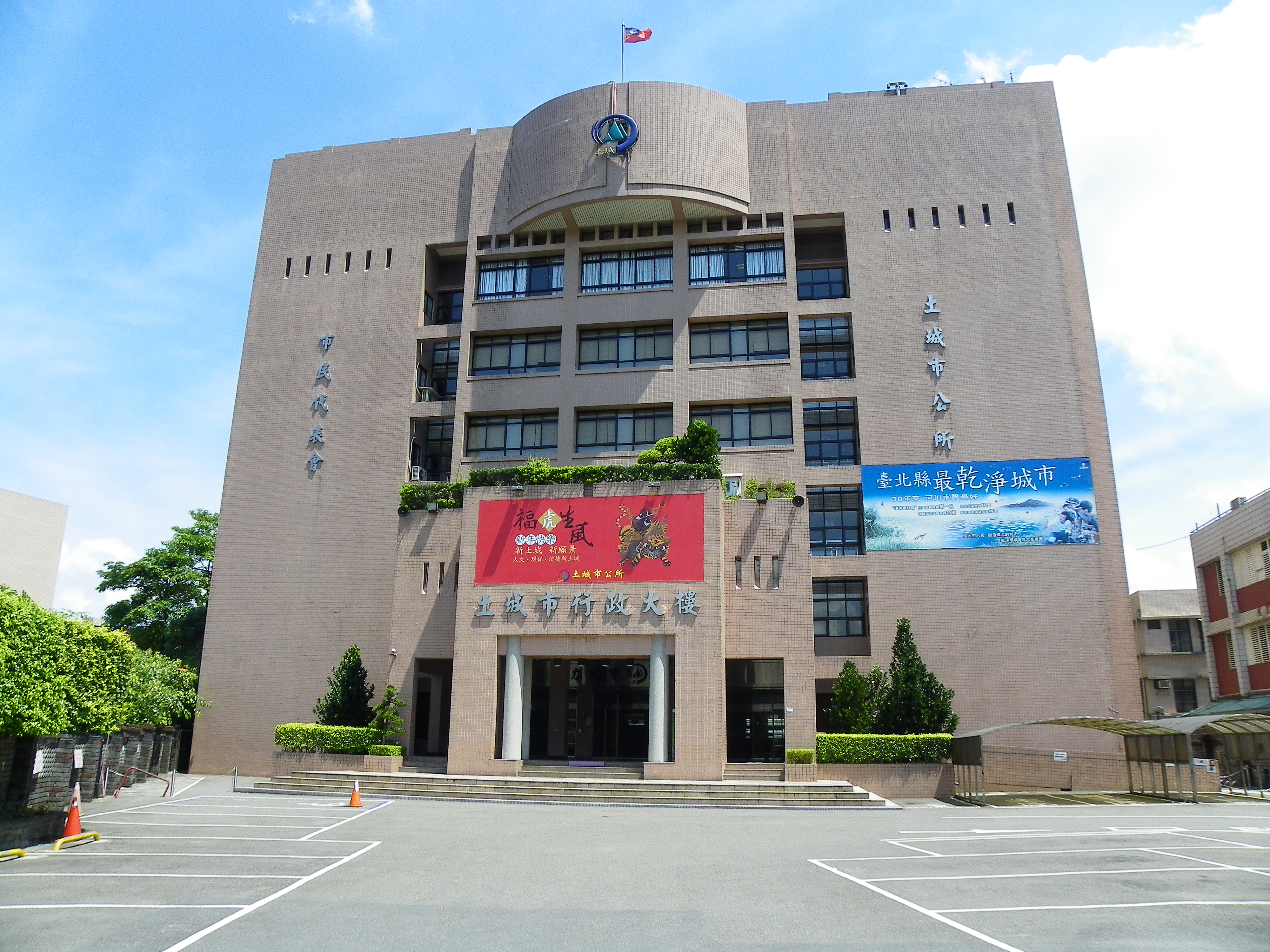
土城區行政大樓

土城區公所是新北市政府在土城區的派出機關，在中華民國政府架構中為市政府綜理區政的執行機關，上級業務監督機關為新北市政府。区长由市長任命，其任期為無任期保障。在區長、副區長及主任秘書之下，設有5課4室等9個內部單位。

### 行政區
現今土城區行政範圍的確立，來自於1920年，日本將臺灣十二廳改為五州二廳，設土城庄屬臺北州海山郡。土城庄轄柑林埤、員林、埤塘、清水坑、廷寮坑、大安寮、頂埔、媽祖天、沛舍坡等9個大字。1946年1月27日，改為「土城鄉」，屬臺北縣海山區。1947年3月裁撤海山區，土城鄉改直隸於臺北縣。1993年6月26日，土城鄉改制為「土城市」。2010年12月25日，臺北縣改制為直轄市，土城市改制為市轄區「土城區」，隸屬新北市。
- 土城次分區：

土城里、中正里、日和里、日新里、柑林里、長風里、明德里、員仁里、員林里、員信里、員福里、埤林里、埤塘里、貨饒里、裕生里、復興里、瑞興里、樂利里、廣福里、廣興里、學士里、學成里、學府里
- 清水次分區：

平和里、永富里、永豐里、安和里、延吉里、延和里、延祿里、延壽里、廷寮里、青山里、青雲里、金城、峰廷里、清水里、清化里、清和里、清溪里
- 頂埔次分區：

大安里、永寧里、沛陂里、祖田里、頂埔里、頂新里、頂福里
- 土城柑林埤範圍：為今土城區中北部地區，大致包括瑞興里、復興里、廣興里、埤林里、樂利里、明德里、廣福里、中正里、學府里及學士里。

### 民意代表
土城區立法委員
自第七屆立委改制（單一選區兩票制）起，土城與三峽合組成立委選區（新北市第十選區），共同選出一位立法委員代表本區。
- 第七屆~第八屆 ：盧嘉辰 ( 中國國民黨)
- 第九屆~第十一屆：吳琪銘 ( 民主進步黨)

### 政府機關
司法機關
- 臺灣新北地方法院
- 臺灣新北地方檢察署
- 法務部矯正署臺北看守所
- 法務部矯正署臺北女子看守所
- 法務部矯正署臺北少年觀護所

警察
- 新北市政府警察局土城分局
  - 土城派出所
  - 清水派出所
  - 廣福派出所
  - 頂埔派出所
  - 金城派出所

消防
- 新北市政府消防局第五救災救護大隊
  - 土城分隊
  - 清水分隊
  - 頂埔分隊

郵政
- 土城郵局
- 土城工業區郵局
- 土城清水郵局
- 土城貨饒郵局
- 土城青雲郵局
- 土城平和郵局
- 土城學府郵局

農會
- 新北市土城區農會
  - 清水辦事處
  - 貨饒辦事處
  - 頂埔辦事處
  - 峰延辦事處
  - 廣福辦事處
  - 永豐辦事處

圖書館
- 新北市立圖書館
  - 土城分館
  - 土城親子分館
  - 土城清水圖書閱覽室
  - 土城祖田圖書閱覽室
  - 土城柑林埤圖書閱覽室

醫院
- 新北市立土城醫院（委託財團法人長庚醫院經營）[20]
- 仁安醫院
- 恩樺醫院
- 元復醫院
- 廣川醫院

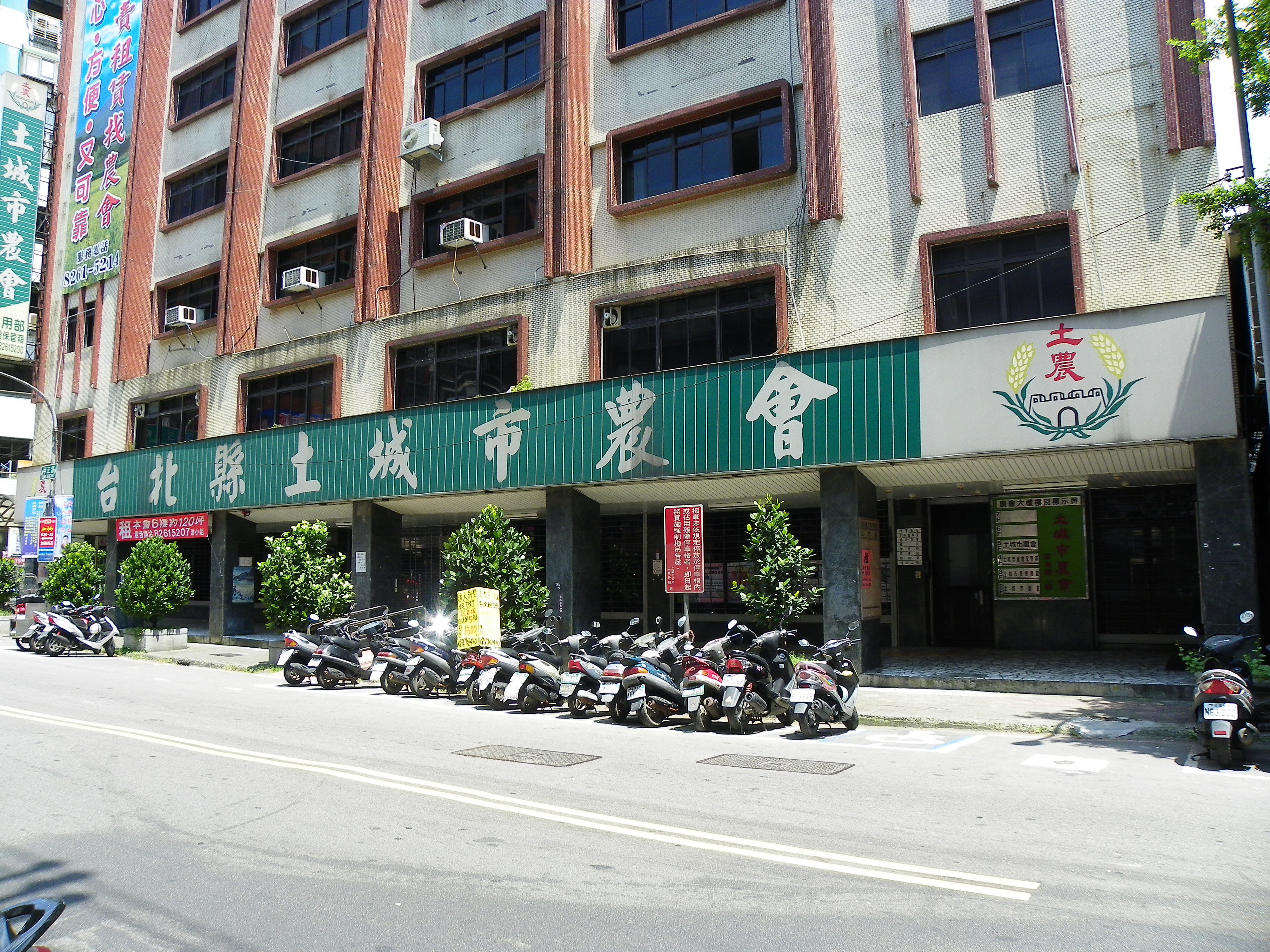
土城農會
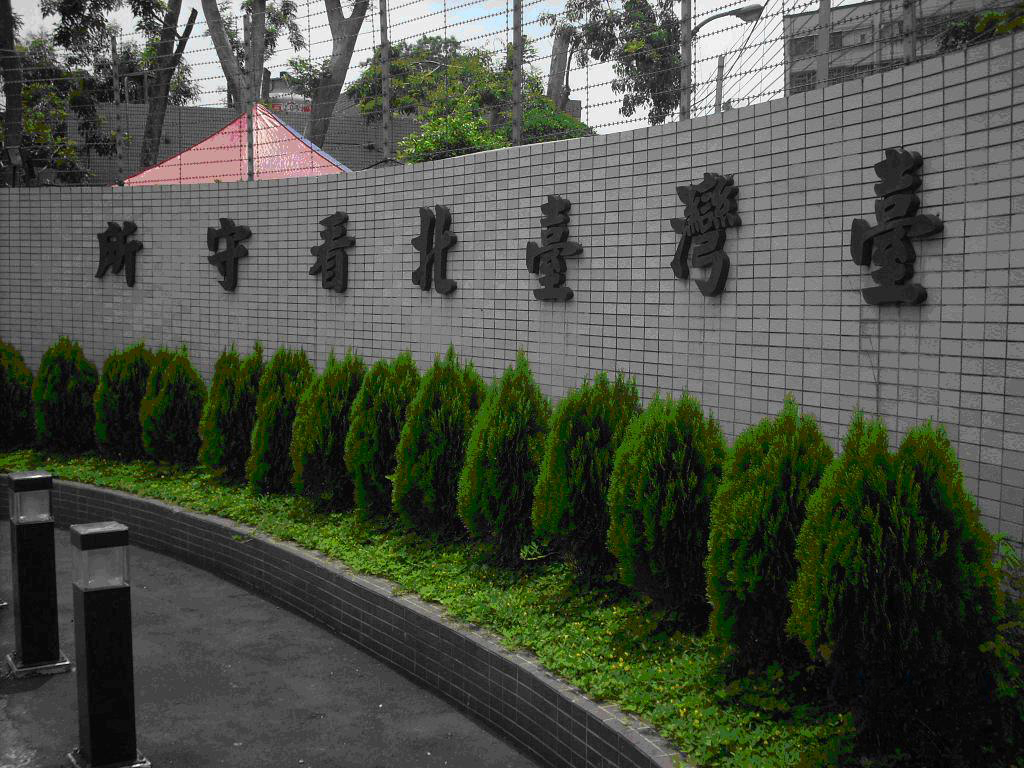
臺北看守所

## 工商發展
土城的產業原本以傳統工業（如礦業）為主，藍領職缺居多，在政府推動開發下，產業結構開始逐漸轉型，其中以頂埔科技園區最具代表性，與板橋區的台北遠東通訊園區、中華電信雲端產業園區、樹林區的大同科技園區逐漸形成新北市最重要的新興產業聚落。由捷運永寧站延伸的捷運頂埔站通車後與捷運板南線連成—氣，進一步帶動土城的升級發展。目前土城與鄰近板橋區的發展關係，近似於臺北市南港區與信義區的情況。
- 土城工業區
- 頂埔高科技園區：原址為陸軍後勤學校分部（陸軍運輸兵學校），位於土城區西南一隅，後方有國道三號通過，近大暖坑一山區。園區正前方為土城重要幹道中央路四段，接近捷運頂埔站，交通便捷。進駐此園區的廠商包括正崴、大霸與鴻海，分別建造了正崴科技大樓、大霸電子總部及鴻海高科技中心三棟科技大樓，廠商已進駐運作。

- 日月光廣場：位於學府路之購物中心。

## 教育

### 大專院校
- 宏國德霖科技大學

### 高級中等學校
- 新北市立清水高級中學
- 新北市立新北高級工業職業學校
- 新北市私立裕德實驗高級中學
- 新北市私立福瑞斯特高級中學

### 國民中學
- 新北市立土城國民中學
- 新北市立中正國民中學
- 新北市立清水高級中學國中部
- 裕德實中附設國中部

### 國民小學
- 新北市土城區土城國民小學
- 新北市土城區清水國民小學 （页面存档备份，存于）
- 新北市土城區樂利國民小學 （页面存档备份，存于）
- 新北市土城區安和國民小學 （页面存档备份，存于）
- 新北市土城區頂埔國民小學 （页面存档备份，存于）
- 新北市土城區廣福國民小學 （页面存档备份，存于）
- 新北市私立裕德實驗高級中學附設國小部

## 交通

### 捷運
台北捷運
- 板南線：海山站 – 土城站 – 永寧站 – 頂埔站

### 國道及公路

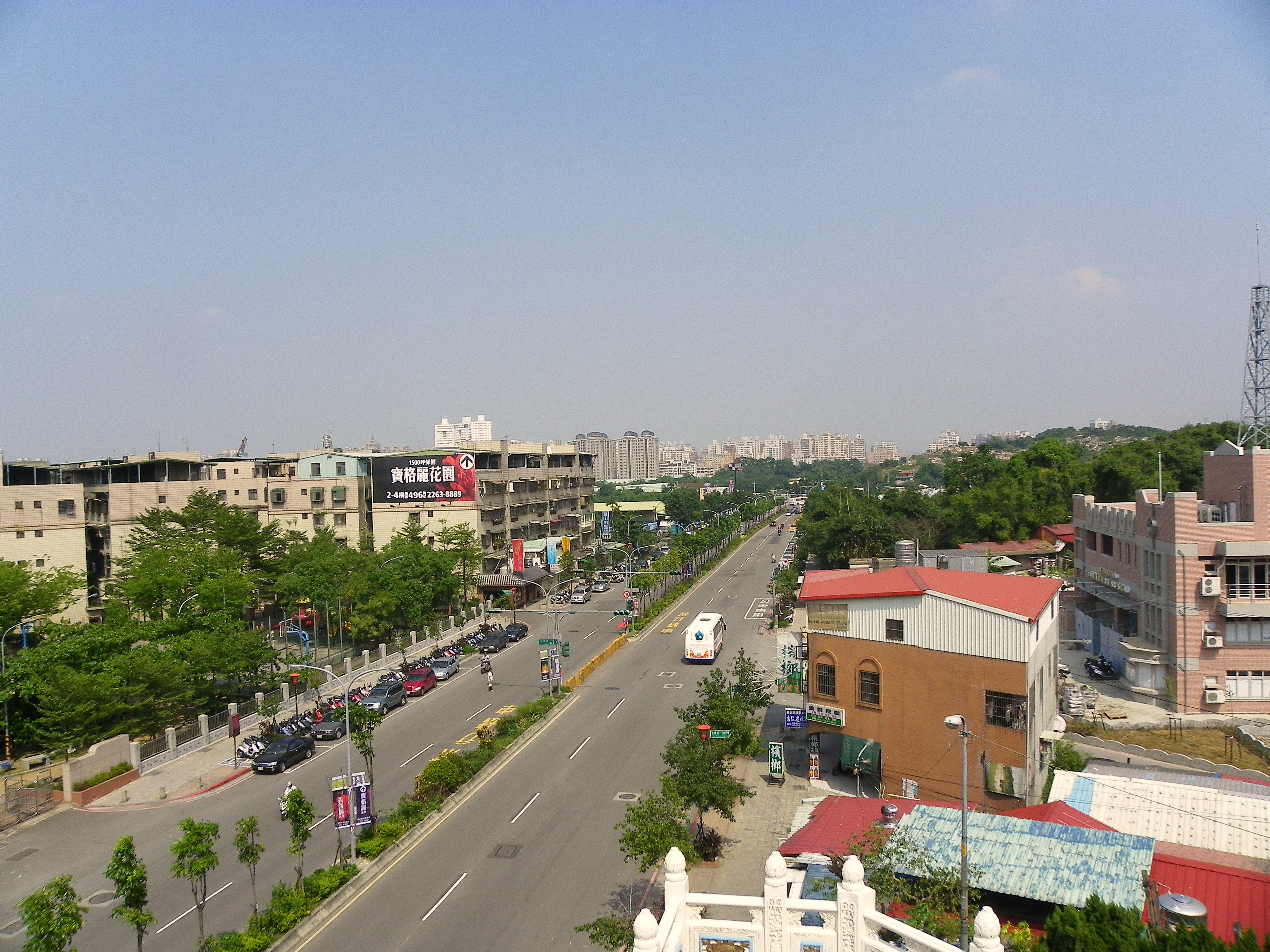
金城路二段

高速公路
- 國道三號 (福爾摩沙高速公路)
  - 39 金城金城交流道[21]
  - 42 土城土城交流道

省道
- 台3線
- 台65線 (新北市特二號快速公路)
  - 11 土城一土城一交流道
  - 12 土城二土城二交流道
  - 13 土城土城交流道

區道
- 北88線：中正路→金城路 （途中取道清水路）。
  - 北88-1線：裕民路。
- 北89線：永豐路。
  - 北89-1線：青雲路。

主要道路
- 中央路[註 1]：土城早期街道之一，貫穿土城主要區域，北接板橋區四川路，南接三峽區介壽路，是土城公司行號最多、最主要之道路。
- 中華路 (台3線)：土城外環道路，主要紓解中央路車流，並可透過城林橋至樹林區。[註 2]
- 金城路[註 3]：北起中和區連城路，南迄土城中央路，為土城區通往中和區之主要道路。沿途經新北地方法院、台北看守所、捷運土城站、土城區公所等。此地段人口密集、商家眾多，是土城熱鬧的商圈道路。
- 裕民路（北88-1線）：東接金城路，西接中央路、中華路，途經捷運海山站、土城綜合運動場。此地段人口密集、商家眾多，是土城熱鬧的商圈道路。
- 青雲路（北89-1線）：清水地區和宏國德霖科技大學地區主要道路，可連接到板橋後埔地區。
- 學府路、立德路、明德路：三條道路相連接呈圓形狀，新北市立清水高中、新北市立新北高工、新北市立廣福國小即位於此路段上。
- 中山路：貫穿土城工業區之主要道路。
- 清水路：為清水地區之主要道路，起訖處皆與金城路相接。
- 擺接堡路[22]：原為臺北縣土城市的防汛道路，由土城市民代表會徵詢居民意見，共同命名，於2008年拍板定案，正式把防汛道路土城段以老地名命名為「擺接堡路」。北起板橋環河西路五段，南端於三峽匯入臺三線。緊鄰大漢溪及其上游三峽河。惟擺接堡路城林大橋以南路段，為昔日頂埔與沛舍坡為海山堡範疇而非擺接堡。

### 市區公車
- 一般路線

| 類別 | 編號        | 營運業者          | 路線                             | 備註 |
| ---- | ----------- | ----------------- | -------------------------------- | --- |
| 新北 | 231         | 台北客運          | 宏國德霖科技大學－捷運西門站     | 行經土城區青雲路、金城路、中和區員山路、板橋區三民路、雙十路、捷運龍山寺站，全數配置使用低地板公車                                                                    |
| 新北 | 245         | 台北客運          | 宏國德霖科技大學－捷運台大醫院站 | 行經土城區青雲路、板橋區信義路、重慶路、板橋車站(新北板橋公車站)、文化路、捷運龍山寺站、捷運西門站，全數配置低地板公車                                                |
| 聯營 | 262         | 大都會客運        | 宏國德霖科技大學－民生社區       | 行經土城區青雲路、學府路一段、明德路二段、金城路二、三段，全數配置低地板公車                                                                                          |
| 聯營 | 265經明德路 | 大南汽車          | 土城－行政院                     | 行經土城區明德路、新板橋車站、三民路，部分班次使用低地板公車 |
| 聯營 | 265經中央路 | 三重客運          | 土城－行政院                     | 行經土城區大同莊園、新板橋車站、三民路 |
| 聯營 | 265夜間     | 三重客運          | 土城－行政院                     | 行經土城區中央路，不經新板橋車站，改經漢生東路，全數配置低地板公車 |
| 新北 | 275         | 台北客運          | 宏國德霖科技大學－松山機場       | 行經土城區青雲路、清水路、金城路三段、繞駛中和捷運景安站、南勢角，全數配置低地板公車                                                                                  |
| 新北 | 570         | 台北客運          | 山中湖－南天母廣場               | 行經明德路一段、清水路、廣川醫院、海山高工、土城區公所，不經看守所、廣福里(原F601)                                                                                    |
| 新北 | 571         | 台北客運          | 善息寺－南天母廣場               | 行經頂埔科技園區、土城國中、捷運永寧站(原F602) |
| 新北 | 572         | 台北客運          | 清水－南天母廣場                 | 行經延和路、看守所、廣福里、新北高工、土城區公所，全數配置低地板公車(原F603)                                                                                          |
| 新北 | 573         | 台北客運          | 信義國小－南天母廣場             | 行經捷運海山站、裕民路、新北高工(學府路)、土城農會，全數配置低地板公車(原F605)                                                                                        |
| 新北 | 574         | 台北客運          | 信義國小－南天母廣場             | 行經貨饒里、水源街口、中華路，全數配置低地板公車(原F606) |
| 新北 | 575         | 台北客運          | 捷運永寧站－南天母廣場           | 行經捷運永寧站，全數配置低地板公車(原F607) |
| 新北 | 656         | 台北客運          | 宏國德霖科技大學－捷運台大醫院站 | 行經土城區青雲路、裕民路、板橋車站、文化路、捷運龍山寺站、捷運西門站，全數配置低地板公車                                                                              |
| 新北 | 657         | 台北客運          | 宏國德霖科技大學－江子翠         | 經土城區青雲路、明德路一段、立德路、板橋區信義路、重慶路、漢生東路（部分班次繞駛土城區延和路），全數配置低地板公車                                                    |
| 新北 | 705         | 台北客運          | 三峽－捷運西門站                 | 行經土城區中央路、板橋區四川路、板橋車站、捷運龍山寺站，全數配置低地板公車                                                                                            |
| 新北 | 706         | 台北客運          | 三峽－捷運西門站                 | 行經土城區金城路、中和區連城路、永和區中山路、捷運頂溪站，全數配置低地板公車                                                                                          |
| 新北 | 707         | 台北客運          | 三峽－松山機場                   | 行經土城區青雲路、清水路、金城路三段、經永貞路，不經捷運景安站、南勢角，全數配置低地板公車                                                                            |
| 新北 | 712副線     | 三重客運          | 迴龍－土城醫院                   | 2020年11月10日通車營運，行經丹鳳高中、樹林工業區、樹林車站、土城中央路一、二段，配置低地板公車，發車時間為09：00、11：00、13：00及15：00（例假日停駛）(與712共用配車) |
| 新北 | 805         | 台北客運          | 土城－五股                       | 行經土城區中央路一、二、三段，大多數配置低地板公車 |
| 新北 | 810         | 三重客運          | 土城－迴龍                       | 行經土城區中央路一、四川路、新海橋，大部分使用低地板公車 |
| 新北 | 812         | 台北客運          | 三峽老街－捷運永寧站             | 大部分使用低地板公車 |
| 新北 | 813         | 光華巴士 指南客運 | 五股－中和                       | 實際終點僅至中和區與土城區交界、行經青雲路、立德路、金城路三段，全數配置低地板公車                                                                                    |
| 新北 | 813區間車   | 光華巴士 指南客運 | 新莊聯合辦公大樓－中和           | 實際終點僅至中和區與土城區交界、行經青雲路、立德路、金城路三段，例假日停駛，全數配置低地板公車                                                                        |
| 新北 | 847區間車   | 指南客運          | 樹林－捷運亞東醫院               | 行經南樹林車站、福瑞斯特中學、土城醫院、土城莊園路，全數配置低地板公車                                                                                                |

- 快速公車路線

| 類別 | 編號 | 營運業者          | 路線             | 備註                                                          |
| ---- | ---- | ----------------- | ---------------- | ------------------------------------------------------------- |
| 新北 | 916  | 台北客運          | 三峽－捷運永寧站 | 行經北大社區、國道3號三鶯交流道、土城交流道                   |
| 新北 | 917  | 台北客運          | 鶯歌－捷運永寧站 | 行經經陶瓷博物館、客家文化園區、國道3號樹林交流道、土城交流道 |
| 新北 | 922  | 台北客運          | 三峽－捷運永寧站 | 行經北大社區、國道3號樹林交流道、土城交流道                   |
| 桃園 | 709  | 統聯客運 指南客運 | 平鎮－捷運永寧站 | 行經國道3號，統聯客運部分班次使用大復康巴士                   |
| 桃園 | 710  | 亞通客運          | 大溪－捷運永寧站 | 行經國道3號                                                   |
| 桃園 | 712  | 桃園客運          | 龍潭－捷運永寧站 | 行經國道3號，部分班次使用大復康巴士                           |
| 桃園 | 713  | 統聯客運          | 八德－捷運永寧站 | 行經國道3號，部分班次使用大復康巴士(原1659A線)                |
| 桃園 | 715  | 統聯客運          | 八德－捷運永寧站 | 行經國道3號，部分班次使用大復康巴士(原1659B線)                |
| 桃園 | 716  | 統聯客運          | 八德－捷運永寧站 | 行經國道3號，部分班次使用大復康巴士(原1659C線)                |
| 桃園 | 717  | 統聯客運          | 龍岡－捷運永寧站 | 行經國道3號，部分班次使用大復康巴士                           |

- 藍線接駁公車

| 類別 | 編號 | 營運業者 | 路線                       | 備註 |
| ---- | ---- | -------- | -------------------------- | --- |
| 新北 | 藍17 | 台北客運 | 五福新村－捷運永寧站       | 行經捷運江子翠站、捷運新埔站、板橋區漢生東路、中和區莒光路、土城區延和路、明德路一段、捷運土城站、捷運永寧站，全數配置低地板公車 |
| 新北 | 藍40 | 台北客運 | 華克山莊－土城             | 行經金城路一、二段、捷運土城站                                                                                                   |
| 新北 | 藍41 | 基隆客運 | 捷運海山站－捷運永安市場站 | 行經中華路一段、裕民路、清水路、延吉街、明德路一段、金城路三段(部分班次行徑土城區延和路)，全數配置低地板公車                     |
| 新北 | 藍43 | 台北客運 | 三峽－捷運永寧站           | 行經樹林區柑園街、土城區中山路、亞洲路，平日部分班次延駛土城區南天母地區，少數班次使用低地板公車                                 |
| 新北 | 藍44 | 台北客運 | 樹林－捷運永寧站           | 行經樹林火車站，平日部分班次延駛土城區南天母地區，少數班次使用低地板公車                                                         |
| 新北 | 藍45 | 台北客運 | 成福－捷運永寧站           | 行經土城區中央路三、四段，全數配置低地板公車                                                                                     |
| 新北 | 藍46 | 台北客運 | 二鬮－捷運頂埔站           | 行經土城區中央路三、四段，每車可搭載一輛自行車，全數配置低地板公車                                                               |

- 捷運先導公車

| 類別 | 編號              | 營運業者 | 路線               | 備註                                                                                         |
| ---- | ----------------- | -------- | ------------------ | -------------------------------------------------------------------------------------------- |
| 新北 | 985萬大線先導公車 | 三重客運 | 新莊－捷運龍山寺站 | 行經城林橋、中華路二段、員福街、中央路一、二段、裕民路、金城路二、三段，大多數使用低地板公車 |

- 跳蛙公車

| 類別 | 編號        | 營運業者 | 路線                   | 備註 |
| ---- | ----------- | -------- | ---------------------- | --- |
| 新北 | 跳蛙公車    | 三重客運 | 土城金城路－樹人家商   | 停靠變電所、平和里、永豐路口、清水國小、台灣新北地方法院(金城)、中正國中、廣川醫院、裕民廣場、新北高工(裕民)、裕民路、捷運海山站、樹人家商,惟有平日6:50一班車,並且寒暑假停駛。 |
| 新北 | 916跳蛙公車 | 臺北客運 | 三峽－捷運永寧站       | 行經北大社區、國道3號三鶯交流道、土城交流道，跳蛙式停站 |
| 新北 | 跳蛙公車    | 臺北客運 | 捷運頂溪站－捷運頂埔站 | 行駛動線類706土城－中和間動線，僅由頂溪站至頂埔站間指定站位載客，沿線行經站位若於安全無虞狀態下，可供上下車搭乘。                                                              |

### 國道客運
- 國光客運 1851（板橋—台中(中清路)）：經新北地方法院、廣川醫院、土城農會、捷運永寧站
- 大有巴士 1962（板橋—臺灣桃園國際機場）：經土城貨饒里、員林里、土城農會、捷運永寧站

### 未來

#### 捷運
新北捷運
- 三鶯線（興建中）：頂埔站 – 媽祖田站

三環三線捷運建設計畫之一，已於2016年7月21日動工，預計2025年底完工，2026年初通車。
台北捷運
- █ 萬大線（興建中）：廷寮站 – 清水站 – 土城站 – 埤塘站 – 城林橋站

2010年2月12日，行政院核定台北捷運萬大－中和－樹林線規劃報告書暨周邊土地發展計畫案。全案分為2期興建：第1期興建路段為中正紀念堂站至金城機廠，長約8.4公里，設置8座車站；預計2025年底完成；第2期興建路段為金城機廠至迴龍站，長約13.3公里，擬設置11座車站，預計2028年完成。

## 旅遊
休閒旅遊景點
- 桐花公園
- 海山煤礦
- 土城彈藥庫

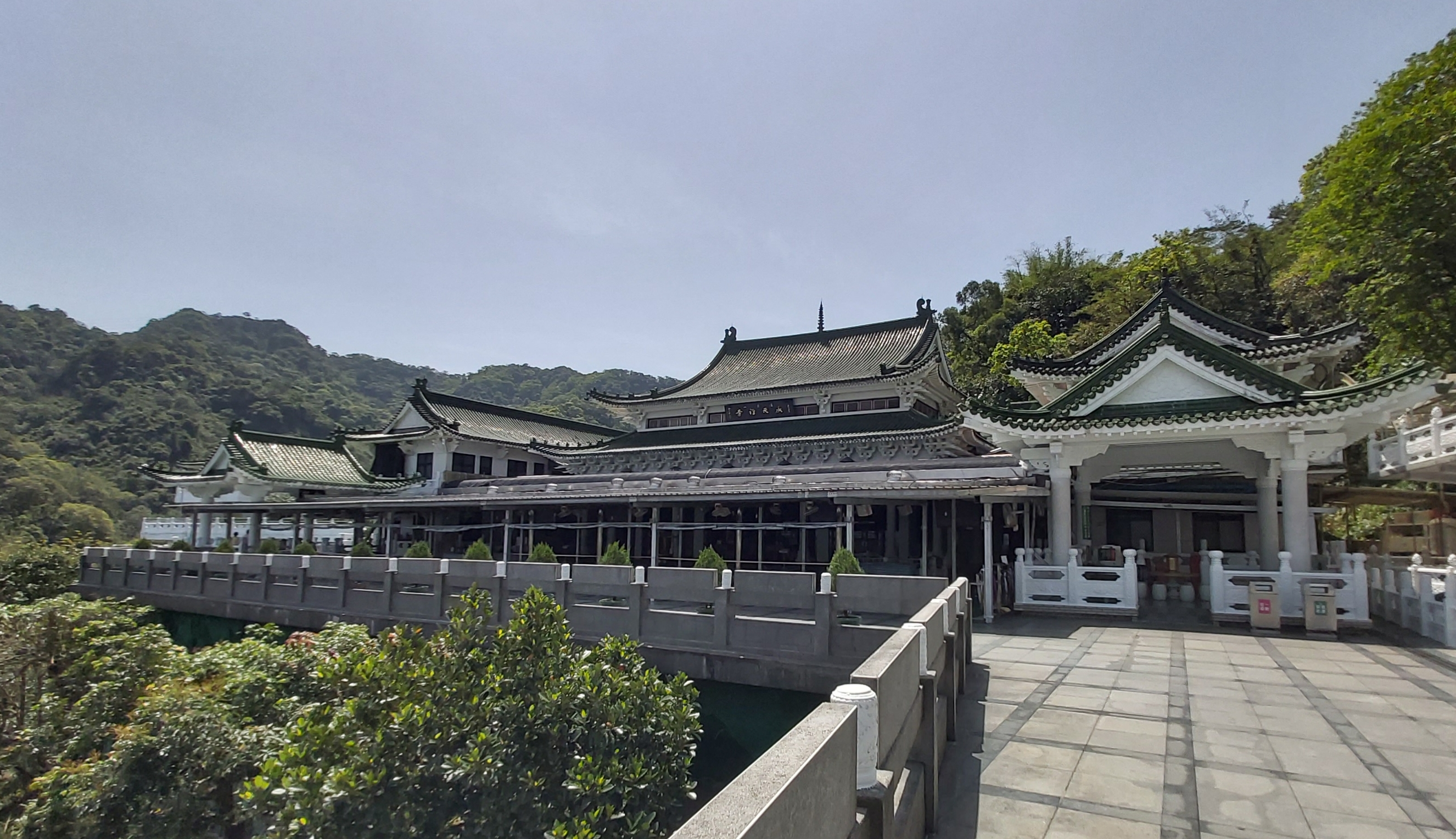
承天禪寺

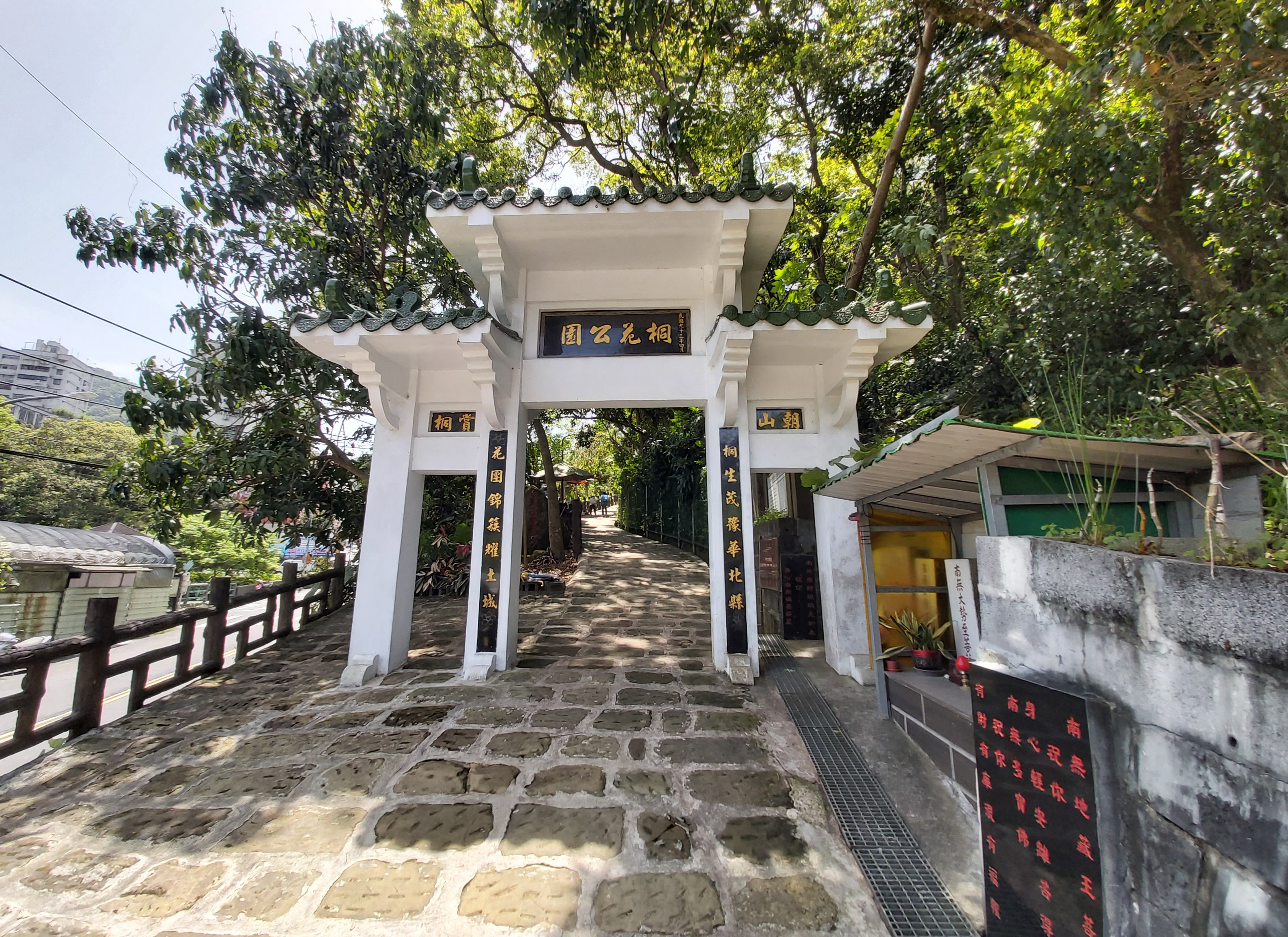
朝山步道「桐花公園」牌樓

- 牛軋糖博物館(已於2020年遷館至南投元首館。)
- 天上山
- 大漢溪自行車道
- 真善美博物館
- 明星花露水工廠
- 媽祖田

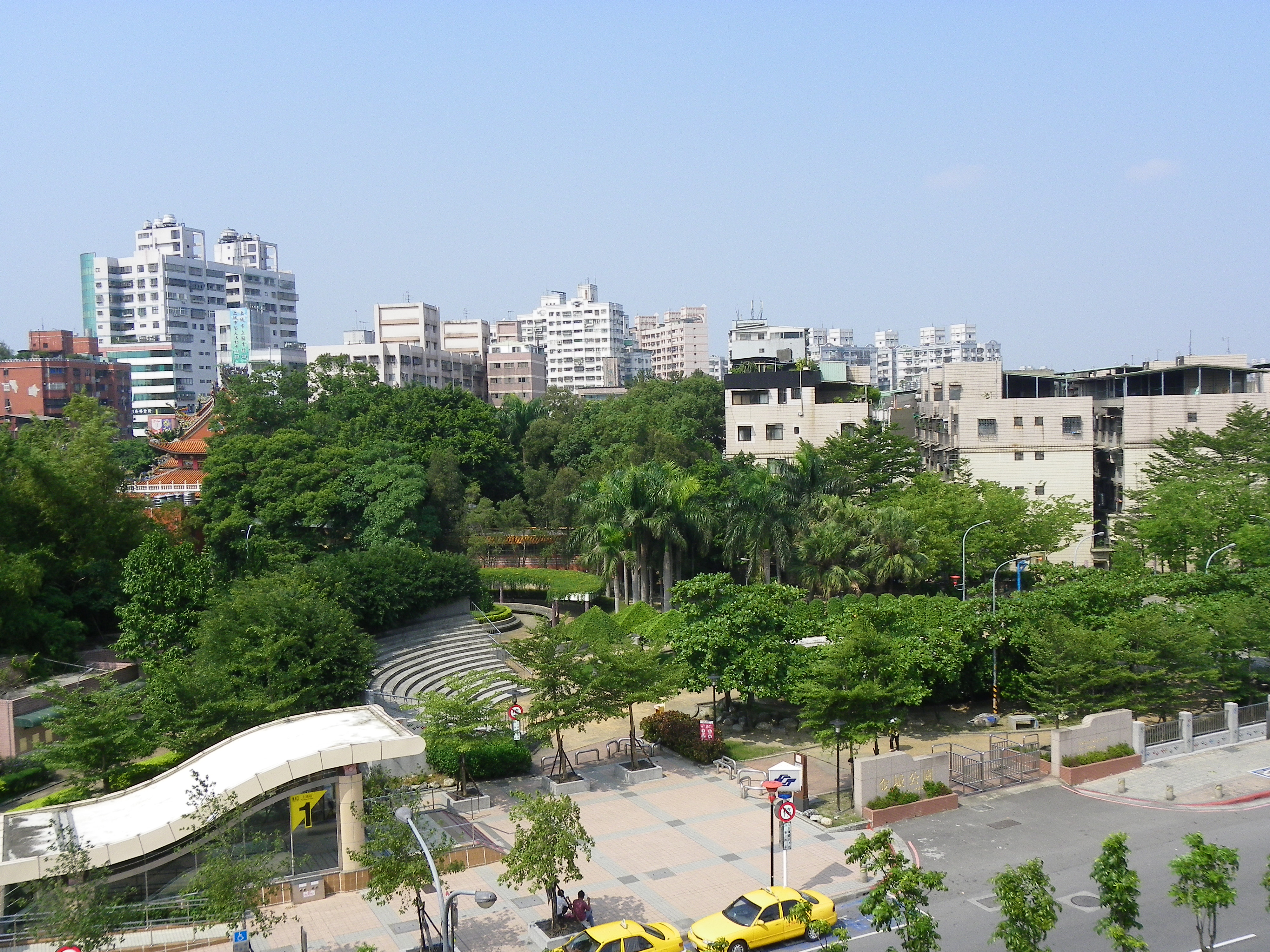
土城區金城公園
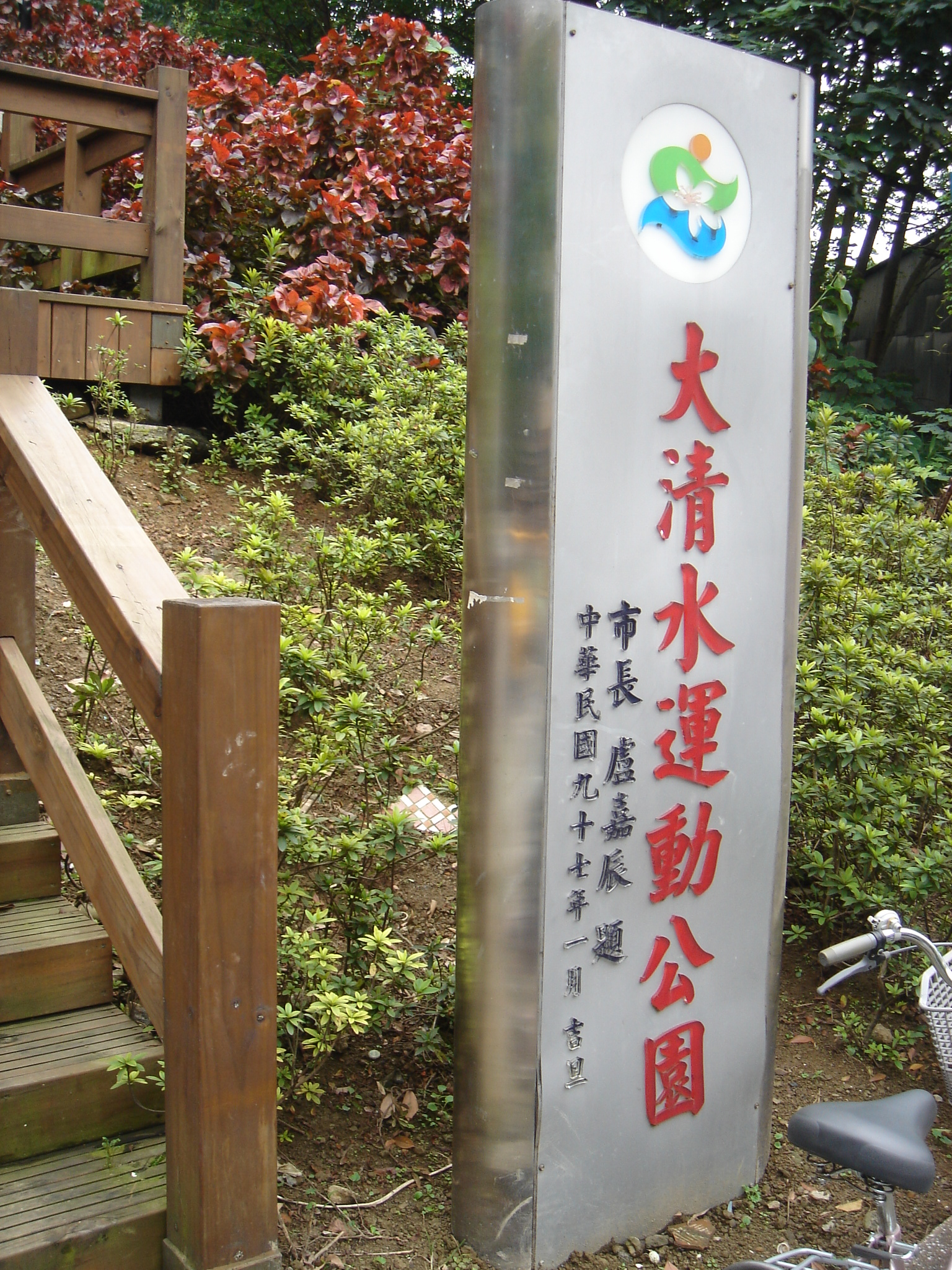
大清水運動公園
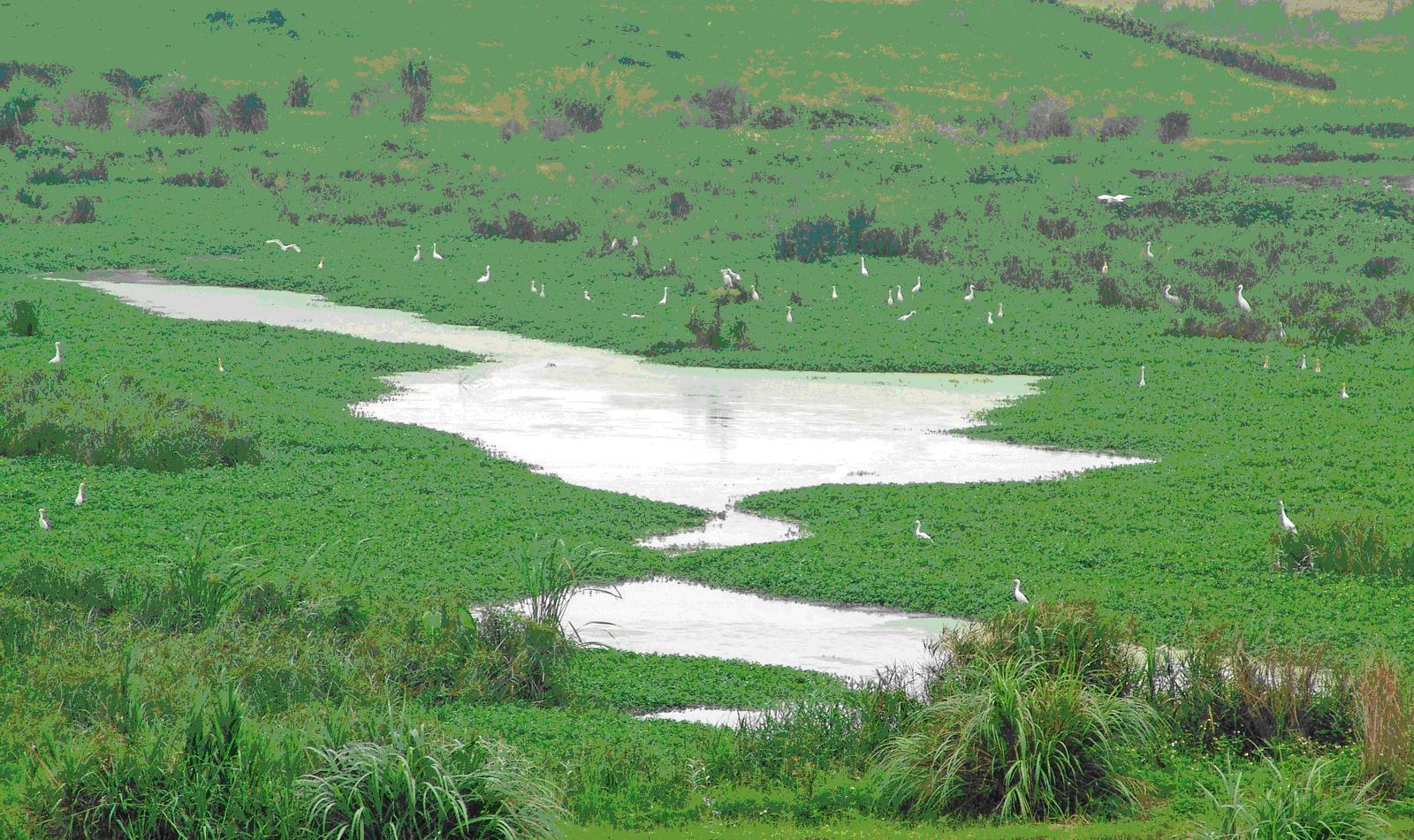
打鳥埤人工溼地
- 三寸金蓮文物館
- 斬龍山文化遺址公園
- 希望之河

休閒步道
- 南天母登山步道
- 賞螢步道
- 大安圳賞蝶步道
- 承天禪寺登山步道
- 朱財華登山步道

地方慶典
- 土城桐花節

美食
- 香都烘焙
- 土城海霸王餐廳
- 土城青青餐廳
- 土城阿城鵝肉
- 古都
- 土城芒果冰大王
- 芋頭之家
- 阿默典藏蛋糕總店

- 土城區金城公園
- 大清水運動公園
- 打鳥埤人工溼地

## 外部連結
- 新北市土城區公所（繁體中文）